# Медицинска маска
Медицинска маска (хирургическа маска) е медицинско изделие за еднократно използване, закриващо устата и носа на човек и осигуряващо защита за пряко предаване на инфекция от носителя на маската към други хора и защитаваща лицето на носителя си от директно попадане на пръски при разговор, кихане и други. Служи и за предотвратяване на попадането на болествотворни патогени чрез капки от секрети върху лицето на носещия маската. Представлява една лицева полумаска направена от филтърна хартия или плат, която се закрепва бързо и лесно към лицето на човек. За изработката на маските се използват основно нетъкани текстилни материали, подобни на тези използвани при производството на HEPA-филтрите. Обикновено имат три слоя, закрепване с еластични връзки или други, както и вложка от мек метал за добро притискане на маската около носа, за да се предотврати издищване на въздуха нагоре. Използването на тези текстилни материли позволява и използването на по-модерни технологии като ултразвуково заваряване с цел автоматизирано производство и ниска цена на маските.
Медицинската (хирургическата) маска не трябва да се счита за способна да защита от вдишване на бактерии и вируси и да се използва погрешно вместо респираторите, тъй като е по-малко ефективна от тях.

## Ефективност
При използването на една притисната до лицето, многослойна и суха маска ползвателят може да предпази при затворени помещения и близък контакт до възможно заразени пациенти от попадане на капчици с патогени, получени при дишане, говорене или кашляне. Тези маски не осигуряват защита от микрочастици и газове. Тя не осигурявя пълна защита от инфекциозни заболявания, тъй като въздушният поток влиза и излиза отстрани на маската и освен това въздухът при дишането не се филтрува напълно през маската и при вдишване и издишване. Тя отстранява обаче основно една голяма част от влагата във въздуха и свързаните чрез нея частици. Допълнителна защита маските осигуряват на потребителя поради факта, че се намалява неволното допиране на лицето (нос и уста) от ръцете му (нормално замърсени с патогени). Като цяло използването на медицинската маска е препоръчително, но е само едно от многото средства за защита и ограничаване на заболяването при пандемични заболявания.. Задължитело е използването на много допълнителни мерки като например стриктно спазване на мерките за лична хигиена. Параметрите на медицинските маски и методите за тестване са специфицирани в европейска норма „EN 14683:2019“ (на немски: Medizinische Gesichtsmasken - Anforderungen und Prüfverfahren) В тази норма са специфицирани изискванията за три типа медицински маски.

### Ефективност припандемия от корона вирус
Коронавирусите се разпространяват главно чрез близък контакт, по-конкретно по въздушно-капков път от кашлица или кихане на разстояние от около 2 m.
Базовия коефициент на репродукция ({\displaystyle R_{0}}) на вируса е оценен на между 1,4 и 3,9. Това означава, че ако не бъдат взети мерки, вирусът обикновено води до 1,4 – 3,9 нови случая за всяка установена инфекция. Установено е, че вирусът е в състояние да се предаде по верига от най-малко четирима души. Следователно, използването на медицинските маски, независимо от тяхната ограничена ефективност при филтриране на вдишвания въздух, във всички случаи ограничават съществено разпространението на заразата.

## Използване
Обикновено маската може да се използва в продължение на около два часа, след което трябва да бъде сменена.
Едно често използвано приложение на този вид маски, извън медицинското използване е за работа в чисти стаи, при което се намалява замърсяването на работната среда и продукцията от пръски на операторите при дишане и говорене.

### Използване в условията на дефицит
Поради дефицит на маски (медицински маски и маска тип FFP2) по време на пандемия от корона вирус, немският Институт „Роберт Кох“ разработва един документ за възможността за многократното им използване при „служебни цели“ (валиден до 31 август 2020). С него се дава възможност за повторното използване на тези маски при определени условия. Това включва: използването само от едно лице, използването от незамърсената страна, изискване маската да не е омокряна и подобни, осигуряващи функционирането на маската за по-дълъг период от време.
. Тези мерки не се отнасят за маските, изработени по подобие на еднократните маски, но от материали, позволяващи пране, гладене и обеззаразяване преди ново използване, които са предназначени за многократно използване.